# Кальца, Гвидо
Гвидо Кальца (итал. Guido Calza, 21 апреля 1888, Милан — 17 апреля 1946, Рим) — итальянский археолог, известный раскопками памятников античной Остии и Рима.
Гвидо Кальца родился в Милане в семье Артуро и Терезы Бедоло. В 1911 году закончил литературный факультет Римского университета. защитив диссертацию о римском завоевании Крита, следуя, в частности, учениям Э. Лоуи, О. Марукки, Д. Вальери и Г. Белоха.
В 1912 году поступил на работу в качестве инспектора на раскопки Остии, посвятив этому всю свою жизнь. С 1906 года «директором Управления раскопок древней Остии» (direttore dell'Ufficio Scavi di Ostia antica) был знаменитый итальянский археолог Данте Вальери. После его кончины в 1913 году раскопки возглавил Гвидо Кальца. До 1914 года он работал под руководством А. Паски. При участии Кальца были обнаружены руины многоквартирных домов —  инсул, среди которых были крупные жилые комплексы «Casa dei Dipinti» и «Domus di Giove e Ganimede», военный лагерь IV века до н. э., захоронения на «Via Laurentina» II века, «Horrea Epagathiana et Epaphroditiana».
В отчетах, регулярно публикуемых с 1914 года, Гвидо Кальца обосновал типологические различия между городскими инсулами («домус после республики»), жилыми домами в Остии и Помпеях (domus dopo la Repubblica, l'abitazione ostiense del periodo imperiale e l'abitazione pompeiana, fra l'insula e la domus). Эти и другие наблюдения Гвидо Кальца изложил в статье «Раскопки в населенных пунктах Остии» (в сборнике «Древние памятники Академии Линчеи» (Monumenti Antichi dei Lincei, 1920) .
Гвидо Кальца был офицером на фронте Первой мировой войны в 1915—1918 годах, в 1919 году был направлен Управлением древностей и изящных искусств для сотрудничества с архитекторами Дж. Кирилли и А. Бертини Калоссо в организации охраны археологических памятников.
В 1921 году он участвовал в экспедиции на Ближний Восток, но в следующем году вернулся для исследований древней Остии. Здесь, реализуя программу Вальери, он исследовал самый древний археологический слой античного города, доказав с помощью стратиграфического метода, что первые археологические следы остийских поселений должны быть датированы 335 годом до нашей эры.
В 1922—1924 годах Кальца работал под руководством Роберто Парибени, который сменил его на посту главного инспектора. В дополнение к многочисленным сообщениям о раскопках Остии в «Новостях раскопок» и статьям в различных журналах, среди публикаций Гвидо Кальца есть две фундаментальные работы: «Превосходство инсул в римских постройках» (La preminenza dell'insula nella edilizia romana) и «Недавние раскопки в городе Остия» (Gli scavi recenti nell'abitato di Ostia), опубликованные в сборнике «Древние памятники Академии Линчеи» (XXIII, 1915 и XXVII, 1920), а также: «Некрополь римского порта на Священном острове» (La necropoli del Porto di Roma nell'Isola Sacra, Рим, 1940), «Остия, путеводитель по историческим памятникам» (Ostia, guida storico-monumentale), «Остия, Новые раскопки» (Ostia, Nuovi scavi), «Маршруты памятников и музеев» (Itinerarî dei monumenti e dei musei, Рим 1947, посмертно).
Археологические изыскания Кальца продолжила его вдова Раиса Гуревич.